# Étienne Victor Exbrayat
Pour les articles homonymes, voir Exbrayat.
Étienne Victor Exbrayat, est un sculpteur, graveur et médailleur français, né à Saint-Étienne le 12 mai 1879 et mort pour la France le 24 octobre 1914 à Boulogne-la-Grasse (Oise). 

## Biographie
Étienne Victor Exbrayat devient sociétaire de la Société des artistes français en 1905. Il obtient une mention honorable au Salon des artistes français en 1904 et une médaille de troisième classe en 1911.
Caporal au 16e régiment d'infanterie, il meurt des suites de blessures de guerre à l'ambulance installée dans les murs du château de Bains à Boulogne-la-Grasse.

## Œuvres
- Médaille offerte par Le Petit Parisien.
- Dentellière de la Haute-Loire, plâtre, Musée national des beaux-arts du Québec[4]
- La Renommée - Médaille des récompensés, Association des petits fabricants et inventeurs français - Concours Lépine, 1902.